# Boerydsbergets naturreservat
Boerydsberget är ett naturreservat i Jönköpings kommun i Småland.
Reservatet är skyddat sedan 2014 och är 37 hektar stort. Boerydsberget ligger direkt öster om turistvägen mellan Gränna och Ödeshög vid byn Boeryd. Det är en långsträckt västvänd brant med diverse lövskogsträd. Höjdskillnaden är cirka 80 meter. Berget ingår i biosfärsområdet Östra Vätterbranterna.

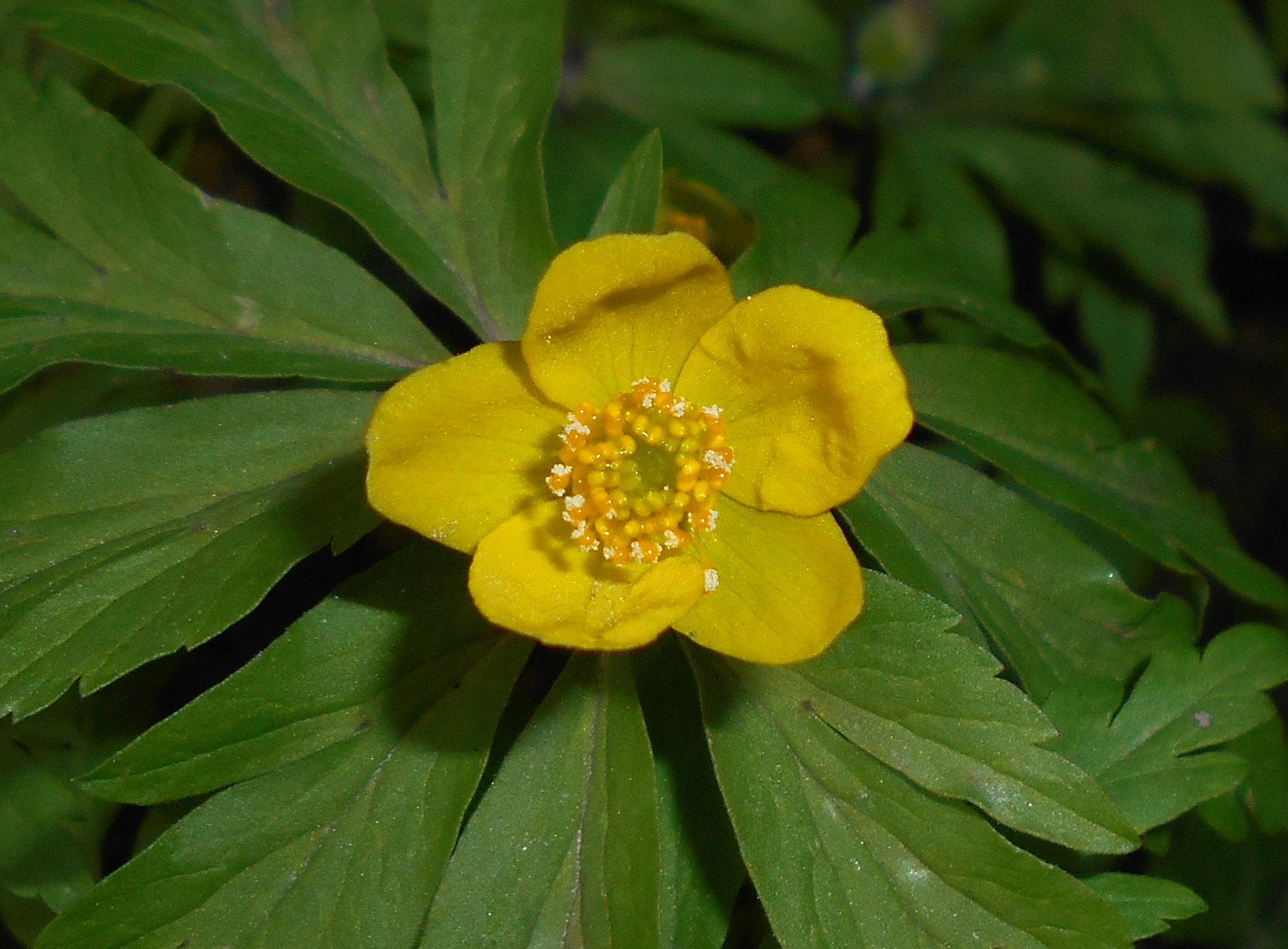
Gulsippa

Dominerande trädslag är ek, alm, ask, lind och gran. Ett stort antal signalarter och rödlistade arter bland kärlväxter, mossor, lavar, svampar och insekter har hittats i naturreservatet. Bland växtarter nämns tandrot, vätteros, ramslök, trolldruva, underviol, gulsippa, sårläka och hässleklocka.   